# Bogoria
Bogoria è un comune rurale polacco del distretto di Staszów, nel voivodato della Santacroce.
Ricopre una superficie di 123,41 km² e nel 2004 contava 8 059 abitanti.